# Salma Luévano
Pour les articles homonymes, voir Luévano.
Salma Luévano Luna, née le 21 mars 1968, est une personnalité politique mexicaine et activiste LGBT. Elle est l'une des premières femmes trans à entrer au parlement de son pays.

## Biographie
Salma Luévano nait le 21 mars 1968 à Aguascalientes, selon les informations électorales mexicaines, mais d'autres sources journalistiques indiquent qu'elle serait originaire de Minatitlán, dans l'État de Veracruz,.
En 1985, alors qu'elle n'a que 17 ans, elle se fait arrêter par la police mexicaine pour s'être identifiée en tant que personne transgenre,, après quoi elle commence à militer. Elle a été directrice du collectif « Juntes por el camino de la diversidad » (« Ensemble sur le chemin de la diversité ») de 2017 à 2021,,.
Elle est styliste professionnelle et propriétaire de plusieurs salons de beauté qui portent son nom dans l'État d'Aguascalientes,,.
En 2019, elle réalise une demande changement de genre afin de pouvoir se présenter au poste de présidente municipale d'Aguascalientes,. Elle présente sa candidature avec le parti Morena et est la première femme trans au Mexique à se présenter à ce poste.
Elle se présente, à nouveau avec Morena, aux élections législatives mexicaines de 2021, et est élue députée, devenant ainsi une des deux premières femmes trans élues au parlement mexicain, aux côtés de María Clemente García (en),.